# سیارک ۸۵۵۱۲
سیارک ۸۵۵۱۲ (به انگلیسی: 85512 Rieugnie، نامگذاری:1997UW10) هشتاد و پنج هزار و پانصد و دوازدهمین سیارک کشف شده‌است که در ۲۹ اکتبر ۱۹۹۷ کشف شد.